# Austrophorocera ophirica
Austrophorocera ophirica är en tvåvingeart som först beskrevs av Walker 1856.  Austrophorocera ophirica ingår i släktet Austrophorocera och familjen parasitflugor. Inga underarter finns listade i Catalogue of Life.